# Отдельная Сердюкская дивизия Украинской державы
Отдельная Сердюкская дивизия (О.С.д. Укр.д., укр. Сердюцька дивізія) — воинское соединение вооружённых сил Украинской державы во время Гражданской войны в России.

## История

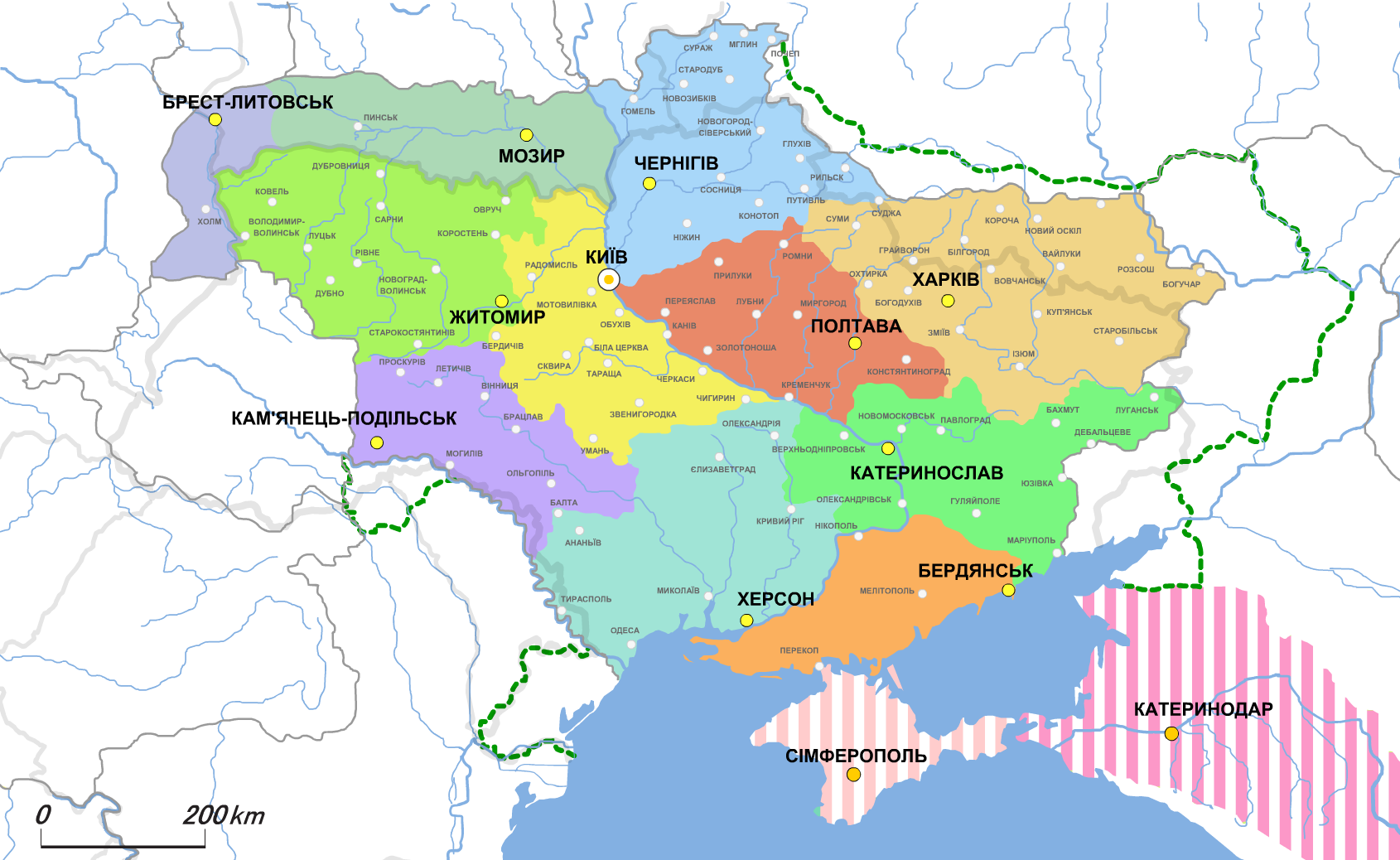
Административно-территориальное деление. Зелёная пунктирная линия — территориальные претензии.

3 июня с разрешения оккупационного германского командования гетман П. П. Скоропадский издал приказ о начале сформирования «Отдельной Сердюкской дивизии», опираясь на партию хлеборобов-землевладельцев.
18 июня издан приказ о начале досрочного набора в «О. С. д. Укр. д.» и установлении срока службы: в пехотных и артиллерийских полках (кроме конной артиллерии) — 2 года, в других — 1 год. Набор должен был делаться из семей, в которых отсутствие одного рабочего в жатву не отразится на их благосостоянии.
22 июня назначены командиры полков и часть старшин (офицеров):
Командир дивизии — генеральный хорунжий Виктор Иванович Клименко,
Начальник штаба — генеральный хорунжий Евгений Спиридонович Гамченко,
Интендант дивизии — полковник Осыпь,
1-й сердюкский пеший полк — командир полка полковник Богачёв, Алексей Иванович,
2-й сердюкский пеший полк — командир полка полковник Верниковский,
3-й сердюкский пеший полк — командир полка полковник Бондарчук,
4-й сердюкский пеший полк — командир полка полковник Босенко,
Лубенский сердюкский конно-козацкий полк — командир полка полковник Омельянович-Павленко,
Сердюкский артиллерийский полк — командир полка полковник Гринченко,
Сердюкская инженерная рота (сотня) — командир роты войсковой старшина Пустовойтенко.
Военнослужащие поступавшие на службу принимали Присягу на верность Украинскому Государству в соответствии с Законом об утверждении Присяги от 30 мая 1918. Им также доводился Закон о военной подсудности.
27 июня гетманом утверждено штатное расписание своей дивизии.
30 июня министрами военным и внутренних дел подписана особая инструкция о призыве граждан в дивизию. Главное внимание уделялось социальному происхождению призывников — казакы для укомплектования «Сердюкской Гетманской дивизии» отбираются при близком участии и контроле уездных организаций земледельцев, исключительно из семей земледельцев-землевладельцев, владеющих большим количеством земли. Кроме того Списки отобранных призывников утверждались губернскими организациями «Союза земледельцев».
Призывники должны были быть в возрасте от 18 до 25 лет. Устанавливалась «норма набора уезда» в 125 молодых людей, имеющих персональное удостоверение от ответственной организации земледельцев-землевладельцев. Добровольность приветствовалась, а остальных набирали жеребьёвкой.
6 июля в 8:00 призывники должны были явиться в свою уездную управу для проверки документов и медицинского осмотра. Уездные комиссии немедленно докладывали по телефону в Главную управу воинской повинности о количестве принятых граждан на службу.
Материальное обеспечение элитной дивизии, как и положено, было намного лучше других пеших и конных дивизий. Гетманская дивизия в первую очередь получала вооружение и материально-техническое имущество за счёт всех существующих на то время в государстве резервов. На вооружении было: 1473 винтовки, 1104 пистолета, 432 сабли, 144 пики, 12 пулемётов, 12 орудий, два легковых и один грузовой автомобили, 11 мотоциклов. Для передвижения личного состава, оружия и имущества дивизии предполагалось иметь 246 телег и 1641 лошадь.
Командир дивизии в воинском звании «генеральный значковый» имел ежегодный доход 13 800 руб., командиры полков — «полковник» или «генеральный хорунжий» — 9600 руб., командир отдельной инженерной сотни — «войсковой старшина» — 7200 руб., «козакы»-«контрактники» — от 1320 до 1560 руб., а «козакы» по призыву — 1080 руб.

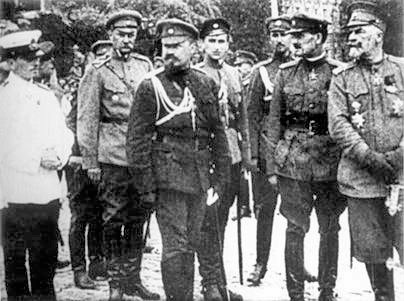
Служащие военного министерства Украинской Державы — полковник Николай Лаврентьевич Максимов (крайний слева, в белой форме) и военный министр генеральный бунчужный Александр Францевич Рагоза (крайний справа).

24 июля был утвержден Закон «Об обязательности воинской повинности и призыве 5000 человек для комплектования Сердюкской дивизии»(11).
Украинское правительство и германское командование начали привлекать казаков-сердюков к подавлению выступлений населения, проживавшего на территории Второго Гетманата, недовольного его продовольственной политикой. Например, в докладе от 28 августа киевский губернский староста отмечал, что сердюками и германцами был обыскан Володарский лес и его окрестности. «Особым отрядом» в селе Марте взята контрибуция 130 000 руб. за убитых служащих стражи и арестованы 20 человек, арестованы 29 человек в селе Пархомовка.
31 июля началось комплектование дивизии в Киеве. Однако набор в дивизию начал осуществляться задолго до утверждения соответствующего закона об этом соединении. Все старшины и козаки, поступавшие в дивизию, должны были принадлежать к классу зажиточных земледельцев, быть украинцами, православными, о чём был издан особый приказ.
31 августа утверждена военная форма одежды для Сердюкской дивизии.
К концу августа количество набранных служащих дивизии достигло 3509 человек.
Чтобы довести численность дивизии до 5000, военный министр генеральный бунчужный А. Ф. Рагоза назначил на 30 сентября призыв новобранцев второй очереди. Требования к отбору козаков-сердюков были значительно снижены. Союз земледельцев не смог дать необходимое количество призывников, и недостающее число пришлось добирать, отбирая молодых людей из числа детей более или менее зажиточных семей всех губерний.
Состав дивизии:
- Управление — 16 старшин, 9 чиновников, 62 в муштре и 89 немуштровых козаков;
- 2-куренной сердюкский пеший полк (32 рядного состава) — 70 старшин, 5 чиновников, поп, 967 в муштре и 362 немуштровых козаков;
- 3-сотенный сердюкский Лубенский конно-козацкий полк — 32 старшины, 4 чиновника, поп, 608 в муштре и 169 немуштровых козаков;
- 3-батарейный лёгкий сердюкский артиллерийский полк — 28 старшин, 3 чиновника, 603 в муштре и 144 немуштровых козаков;
- Отдельная инженерная сотня — 17 старшин, 2 чиновника, 228 в муштре и 89 немуштровых козаков.
  - Прим. Козак в муштре — по призыву, козак немуштровый — по контракту.

В октябре командиром Сердюкского артиллерийского полка назначен Г. П. Афанасьев.
К концу сентября дивизия была укомплектована по полному штату. В ней насчитывалось почти 5000 старшин (офицеров) и козаков (рядовых). В состав дивизии входили: 1-й, 2-й, 3-й, 4-й сердюкские пешие полки; Лубенский сердюкский конно-козацкий полк; Сердюкский артиллерийский полк; Сердюкская инженерная рота. Однако новую форму одежды для дивизии сшить не успели. Лишь немногие старшины носили принятую униформу. Старшины и козаки носили военную форму Русской армии, но с украинскими погонами и кокардами.
9 ноября в полдень Германская империя революционными гражданами провозглашена республикой. (см. Ноябрьская революция) Для правительства Украинской державы это событие предвещало ослабление власти.
11 ноября завершилась Первая мировая война. Германская империя прекратила существование в результате Ноябрьской революции и должна была вывести свои войска из оккупированных территорий.
В ночь с 13 на 14 ноября в г. Белая Церковь создаётся Директория с целью свержения власти германского командования и власти правительства Украинской державы во главе с гетманом П. П. Скоропадским. Директория состояла из пяти членов, председателем избран в составе В. К. Винниченко.
14 ноября гетман П. П. Скоропадский объявил Акт федерации, которым он обязывался объединить Украину с будущим (небольшевистским) российским государством.
Первой военной частью, которая предала правительство и перешла на сторону мятежников, стал Отдельный отряд Сечевых стрельцов Украинской державы (4 пешие роты, пулемётная рота, конная разведка, артиллерийская батарея и подразделение обеспечения; общее количество — 59 старшин (офицеров) и 1187 козаков (рядовых)), располагавшийся в г.Белая Церковь (волосной н. п. Васильковского уезда Киевской губернии, н. п. в км от г. Киева).
15 ноября находясь в Белой Церкви, председатель Директории В. К. Винниченко объявил о начале вооружённого восстания Директории и примкнувшего к ней Отдельного отряда Сечевых стрельцов Украинской державы (далее: О. о. С. с. Укр. д.) под командованием Е. М. Коновальца.
Командир Отдельного корпуса железнодорожной охраны Укр.д. генерал-майор А. В. Осецкий стал одним из первых военачальников, поддержавших антиправительственное восстание, использовал подчинённые ему силы железнодорожников для поддержки мятежников, что затем способствовало их успеху. 15 ноября генерал-майор А. В. Осецкий назначен наказным атаманом (командующим войсками) и, одновременно, начальником Генерального штаба войск Директории.
16 ноября началось восстание (антигетманский мятеж) против власти германского оккупационного командования, правительства Украинской державы и лично гетмана П. П. Скоропадского.
16 ноября в Белой Церкви одна пешая рота О. о. С. с. Укр. д. разоружила отдел Государственной Стражи. Здесь же в Белой Церкви железнодорожный поезд мятежниками сечевиками был наскоро превращён в бронепоезд и вечером отправлен в г. Фастов. Это было начало наступления из г. Белая Церковь на г. Киев. Первый ж. д. эшелон-бронепоезд, остановился в двух километрах от ж. д. станции Фастов, стрельцы добрались до неё пешком и застав врасплох гетманцев-сердюков, заняли без боя ж. д. станцию, при этом сечевики стрельцы взяли в плен часть сердюков.
- Фастов — волосной н. п. Васильковского уезда Киевской губернии в 64 км (по железной дороге) к юго-западу от г. Киева, на реке Унава (приток Ирпеня).

В ночь с 16 на 17 ноября в г. Конотопе власть захватил также предавший правительство полковник Палий, возглавивший 3-й стрелецко-козацкий полк 1-й стрелецко-козацкой дивизии Укр.д.. Стрельцы-козаки начали распространять свою власть на города Бахмач, Нежин, Чернигов.
В ночь с 17 на 18 ноября в г. Харькове власть Директории провозгласил также предавший правительство П. Ф. Болбочан, опиравшийся на часть войск Отдельной Запорожской дивизии Укр. д..
Весть о начавшемся восстании разлеталась по стране. В армии произошёл раскол и началась «Украинская гражданская война». Гражданская война на Украине грозила смести ещё одну власть.
Отдельная Сердюкская дивизия, русские офицерские дружины и подразделения Государственной Стражи оставались последней военной опорой гетмана в Киеве.
Главнокомандующий войсками в Украинском государстве с подчинением ему гражданских властей князь генерал-лейтенант А. Н. Долгоруков для отражения наступления восставшего О. о. С. с. Укр.д. решил выдвинуть из Киева Отряд войск армии Украинской державы под командованием князя генерал-майора Святополка-Мирского, в состав которого входили: 1-я дружина Особого корпуса (600 офицеров-пехотинцев), командир дружины генерал-майор Святополк-Мирский; 1-й дивизион Лубенского сердюкского конно-казачьего полка (200 конных козаков) Отдельной Сердюкской дивизии; 4-й сердюкский пеший полк (700 пеших козаков), командир полка полковник Босенко, Отдельной Сердюкской дивизии; Бронепоезд. Всего чуть более 1500 человек.
Ночью с 17 на 18 ноября гетманский Отряд генерал-майора Святополка-Мирского прибыл на ж. д. станцию Васильков (уездный город Васильковского уезда Киевской губернии и станция в 25 км к югу от г. Киева). Узнав, что соседняя в 9 км ж. д. станция Мотовиловка (волосной н. п. Васильковского уезда Киевской губернии, севернее г. Фастова, см. Боровая (Киевская область)) занята сечевыми стрельцами, генерал-майор Святополк-Мирский утром 18 ноября решил атаковать станцию.
18 ноября в 7.00 свою ударную часть, 1-ю дружину, генерал-майор Святополк-Мирский отправил в направлении села Мотовиловка пешком кратчайшим путём вдоль железной дороги, в сопровождении бронепоезда. Слева от ж. д. путей через лес, в направлении села Солтановка шли козаки-сердюки 4-го сердюкского пешего полка и справа от ж. д. путей по полям, в направлении села Плисецкое шли козаки-сердюки 4-го сердюкского пешего полка, к которым были добавлены небольшие офицерские отряды (отделы). Два эскадрона 1-го дивизиона Лубенского сердюцкого конно-козацкго полка оставались в резерве, возле хутора Хлибча.
Большая часть мятежного О. о. С. с. Укр. д. была сосредоточена на ж. д. станции Мотовиловка. В состав отряда входили: Командование (штаб); 1-я рота (сотня) стрельцов под командованием И. Рогульского; 2-я рота стрельцов под командованием О. Думина; 3-я рота стрельцов под командованием Н. Загаевича; 4-я рота стрельцов под командованием М. Маренина; Первый ж. д. эшелон-бронепоезд (4 пулемёта и пушка под командованием Р. Дашкевича). Всего 1200 человек.
Впереди О. о. С. с. Укр. д. находился авангард под командованием сотника Ф. Черника, который состоял из 3-й пешей роты стрельцов под командованием Н. Загаевича, взвода под командованием Р. Харамбура из 2-й роты стрельцов, Первого ж. д. эшелона-бронепоезда. Всего в Отряде около 300 сечевиков-пехотинцев, 5 пулемётов и 1 орудие.
Ф. Черник не дожидаясь подкреплений решает атаковать ж. д. станцию Васильков (город и станция в 30 км на юго-запад от г. Киева). План стрельцов: одна половина 3-й роты, имея два пулемёта, под руководством Н. Загаевича должна была наступать справа от железной дороги через лес через хутор Хлибча, другая половина роты, имея 45 стрельцов, пулемёт, должна была наступать слева по полю, а в центре боевого порядка по железной дороге под командой самого Ф. Черника должен был идти эшелон-бронепоезд в сокращённом составе (паровоз и два вагона), с 15 стрельцами, двумя пулемётами и пушкой Р. Дашкевича. При каждой группе находились по несколько сечевиков-конников для связи, ещё два конника ехали в дозоре впереди бронепоезда.
18 ноября в 8.00 сечевые стрельцы двинулись к ж. д. ст. Мотовиловка, куда уже шли из г. Василькова гетманцы. Около 9.00, на гетманском бронепоезде заметили приближение стрелецкого бронепоезда и выпустили по нему несколько снарядов шрапнели. Гетманский отряд перестроился в три цепи и, достигая границы леса, двинулся вперёд, обстреливая стрелецкий бронепоезд. Ф. Черник выслал конных связных в свои части с приказом вернуться к бронепоезду, а свой небольшой отряд с двумя пулемётами, высадил из бронепоезда, и открыл по офицерам-гетманцам ружейно-пулемётный огонь. Туда же был направлен и огонь пушки Р. Дашкевича. Офицеры несколько раз атаковали стрельцов, но понесли значительные потери и залегли, окопались, открыли сильный пулемётный огонь, сдерживая бронепоезд стрельцов, они рассчитывали на помощь сердюков на обоих флангах.
Однако сердюки правого гетманского фланга, не имея боевого опыта, вместо того, чтобы охватывать фланг сечевиков стрельцов, залегли вместе с офицерами 1-й дружины.
Но на левом гетманском фланге сердюки, которые шли через лес на село Солтановку, перестроились в многочисленные цепи, настойчиво охватывали сечевиков стрельцов. Против них вели ружейный огонь лишь 12 стрельцов, пытаясь сдержать наступление. Гетманский бронепоезд сосредоточил артиллерийский огонь на бронепоезде стрельцов, поэтому и пушка Р. Дашкевича, была вынуждена, вместо того, чтобы помогать пешим стрельцам, вести ответный огонь, сдерживая его на большой дистанции от позиций стрельцов. Во время боя никакой связи с группой Н. Загаевича, наступавшей на правом фланге, не было.
Когда связной от Ф. Черника в конце концов наткнулся на затерянную в лесу полуроту, Н. Загаевич делил полуроту ещё на две части. Меньшая, с ним самим во главе, повернула к бронепоезду Ф. Черника, большая, под командой С. Козака, продолжила движение на х. Хлибча. Вскоре Н. Загаевич наталкнулся в лесу на сердюкский отряд, шедший к железной дороге во фланг стрельцам Ф. Черника и вступил в бой. В этом бою вся меньшая часть полуроты погибает вместе со своим командиром, только двум стрельцам удаётся с помощью ручных гранат выйти из боя живыми.
Услышав стрельбу, С. Козак разворачивает свою большую часть полуроты и в скором времени оказывается позади гетманцев. Идя на помощь отряду Ф. Черника, стрельцы дважды встречают гетманские отряды и дважды опытные фронтовики неожиданными атаками с тыла истребляют их, практически уничтожив весь гетманский левый фланг.
Однако общая ситуация на железной дороге становится для авангарда сечевых стрельцов критической. Их позиции обстреливали пулемёты 1-й дружины офицеров и бронепоезд. Стрелецкая пушка Р. Дашкевича прямым попаданием повредила гетманский бронепоезд. У стрельцов заканчивались патроны, погиб Ф. Черник. Офицерская дружина уже шла в наступление в штыки.
Именно в этот критический момент по железной дороге к авангарду стрельцов подоспела помощь со станции Мотовиловка на стрелецком поезде с взводом 2-й роты стрельцов, четырьмя пулемётаами и пушкой, под командованием Р. Сушко. Под огнём шести пулемётов и артиллерийской шрапнели офицеры-гетманцы были вынуждены снова залечь в поле. На левый стрелецкий фланг тоже пришло подкрепление — полурота 2-й роты стрельцов под командованием О. Думина, а в центр — 1-я рота И. Рогульского. В качестве резерва заняла позиции 4-я рота М. Маренина.
Генерал-майор Святополк-Мирский пытается атаковать сердюками своего правого фланга, но безуспешно — они отступают, тогда как офицеры, лежат под стрелковым огнём в поле. Генерал-майор Святополк-Мирский бросает в бой сердюцкие резервы, они спешно идут из Василькова, поддержанные бронепоездом. Однако пушка Р. Дашкевича ещё одним точным выстрелом заставила гетманский бронепоезд окончательно выйти из боя.
Далее бронепоезд Р. Дашкевича с пушкой и пулемётами врезается внутрь сердюцкого резерва, который пешком направлялся вдоль железнодорожного пути и практически уничтожает его оружейным огнём. Стрельцы по всему фронту двинулись в штыковую атаку. Сердюки на правом фланге разбежались, а 1-я дружина почти полностью погибла в штыковом бою. Последний резерв гетманцев — две сотни сердюков-конников, простояли всё время на х. Хлибча и покинули поле боя. Бой закончился около 15.00 18 ноября. На поле боя осталось более 600 убитых офицеров и козаков-сердюков гетманского Отряда под командованием генерал-майора Святополка-Мирского, потери Сечевых Стрельцов составили 17 человек убитыми и 22 тяжелоранеными. Под вечер стрельцы заняли ж. д. станцию Васильков. Разбитый 4-й сердюцкий полк полковника Босенко отступил к Дарнице.
Вокруг Киева украинским правительством организовывалась военная оборона. В число войск вошли Особый корпус и Сводный корпус Национальной гвардии русских офицеров-добровольцев.
18 ноября германские войска покинули Киев. Защитники города поняли, что Киев гетману П. П. Скоропадскому не удержать.
18 ноября (или 19 ноября) обороной Киева руководили командующий всеми русскими добровольческими частями в Украинском государстве граф генерал от кавалерии Ф. А. Келлер и заместитель командующего князь генерал-лейтенант А. Н. Долгоруков.
За 19 — 20 ноября Отряд Сечевых Стрельцов занял Глеваху, Гатное, Юровку под г. Киевом.
20 ноября у Красного трактира Лубенский Сердюцкий конно-казачий полк во главе с командиром полка полковником Ю. Отмарштейном перешёл на сторону Директории. Сработала агитационная работа, в которой отличился полковой священник Матиюк.
20 — 21 ноября против обороняющихся сердюков под г. Киев из г. Бердичева прибывали подразделения примкнувшего к мятежникам Отдельного Черноморского коша Украинской державы. Артиллерия сечевых стрельцов вела обстрел южных районов Киева. Молодые сердюки в обороне держались хорошо, были отдельные случаи перехода на сторону Директории из-за нескольких недостойных подпрапорщиков. Столица государства оказалась в осаде.
Вместе с сердюками столицу защищали некоторые верные украинские войска и русские офицеры-добровольцы из Особого корпуса под командованием генерал И. Ф. Буйвида и из Сводного корпуса Национальной гвардии под командованием генерала Л. Н. Кирпичёва (в состав последнего корпуса входила Киевская офицерская добровольческая дружина).
21 ноября мятежные войска Директории взяли Киев в осаду. После длительных переговоров с германским командованием в городе стороны пришли к договорённости, что мятежники не будут препятствовать выводу германских войск из Киева.
Мятежники Директории вели бои с подразделениями Киевской офицерской добровольческой дружины под командованием генерала Л. Кирпичова и сердюкскими частями, которые обороняли город на линии «Юрьевка-Крюковщина-Жуляны-Красный Трактир».
21-22-23 ноября происходили особенно ожесточенные бои, во время которых обе стороны понесли большие потери. Упорство обороняющихся киевлян заставило мятежников остановиться по всему фронту. Бои на линии «Жуляны-Юрьевка» были подготовкой общего наступления войск Директории.
К 22 ноября мятежники захватили Юрьевку, ими отбито наступление правительственных войск на Жуляны, мятежники захватили село Крюковщину и в особо ожесточённых боях заняли ж. д. станцию Жуляны.
23 ноября ожесточенные бои продолжались. Упорство обороняющихся защитников-киевлян заставило мятежников остановиться по всему фронту. Бои на линии «Жуляны-Юрьевка» были подготовкой общего наступления войск Директории.
24 ноября Сердюцкие и добровольческие офицерские части проиграли бой на ж. д. станции Калиновка под местечком Бахмачем Конотопского уезда Черниговской губернии (местечко в 35 км к западу от уездного города Конотопа, близ истоков реки Борозны, при пересечении Курско-Киевской и Либаво-Роменской ж. д.) частям 1-й стрелецко-казацкой дивизии. Сразу же командир стрельцов-серожупанников полковник Пузицький атаковал бронепоездом «Палий» и двумя сотнями стрельцов-серожупанников уже г. Бахмач, взял его, оттеснил гетманцев до ж. д. станции Плиски заставив капитулировать сердюков. Обезоруженных пленных сердюков отпустили. Всего лишь полтора десятка сердюков после боя присоединились к серожупанникам.
В корпусах армии Украинского государства сторонниками русской Добровольческой армии под командованием генерала А. И. Деникина становились преимущественно генеральные чины и пожилые старшины (генералы и офицеры — полковники и подполковники), а сторонниками бывшей Украинской Народной Республики становились молодые старшины (офицеры), большинство из которых закончили украинские инструкторские школы, созданные в революционные годы.
24 ноября в мятежном Отдельном Черноморском коше начались назначения новых командиров и некоторые организационные мероприятия.
7-я пешая дивизия 4-го Киевского корпуса, Сердюцкая дивизия, Инструкторская школа старшин и другие части, которые дислоцировались в г. Киеве, по приказу командования выступили на фронт против восставших отрядов и войск Директории УНР. Однако уже на позициях их командиры в селе Днепровке подписали мир с командованием Сечевиков и Черноморского коша, и благодаря этому обстоятельству участия в боях с войсками Директории не приняли.
Молодые казаки-сердюки были основной силой в защите Киева. Постоянные поражения от опытных сечевиков-стрельцов, имевших большой фронтовой опыт 1-й мировой войны, известие об измене и переходе на сторону мятежников командира конных сердюков полковника Ю. Отмарштайна подломили дух всей Сердюцкой дивизии. Наименее сознательные казаки среди сердюков переходили к стрельцам, а бессознательные дезертировали домой. Сечевые стрельцы часто выбивали штыковой атакой целые сердюкские сотни и курени с их позиций, а сами при этом имели незначительные потери.
Директория считала, что решительное наступление на Киев заставит германское командование применить свои войска в обороне города, поэтому снова бросила в бой все силы. Бои шли и 25-28 ноября.
26 или 27 ноября генерал от кавалерии граф Ф. А. Келлер, из-за полного нежелания подчиняться гетману освобождён от должности главкома русскими добровольческими частями Украинского государства. Главнокомандующим русскими добровольческими частями назначен князь генерал-лейтенант А. Н. Долгорукий.
29 ноября, согласно договорённости между представителями штаба Директории и германского командования об остановке и отводе украинских повстанческих войск из-под Киева, командир сечевых стрельцов отвёл войска на линию «Подгорцы-Глеваха». На этой линии стрелецкие части находились несколько недель.
29 ноября мятежник П. Ф. Болбочан провозгласил власть Директории в г. Полтаве.
За время спокойного противостояния Сердюкская дивизия разложилась окончательно и потеряла боеспособность.
Сердюкские полки до последнего дня участвовали в защите Киева, однако дивизия уже теряла дисциплину. В одном из сердюкских полков по свидетельству современника событий Р. Б. Гуля из-за тяжёлых потерь и постоянное дезертирство осталось лишь 80 сердюков. Тяжёлые невосполнимые потери в личном составе, привлечение в дивизию людей не из зажиточных слоёв и больше того с неизвестным прошлым, постоянная агитация, привели к падению боевого духа. Был промежуток времени, когда некоторые казаки отказались понимать русский язык своих старшин (офицеров) и продолжали вести всю переписку на украинском языке. Более того они старались не стрелять в сечевиков стрельцов, стали избегать столкновений. Некоторые сердюкские отделы даже договорились с сечевиками стрельцами, что стрелять друг в друга не будут.
Утром 14 декабря войска мятежников перешли в атаку и через Борщаговку, Соломенку и Куреневку вошли в город.
14 декабря добровольческие части оставили фронт и бросились в Киев. За ними следом, не вступая в бой, шли украинские части армии Украинской державы. Бойцы Киевской офицерской добровольческой дружины скопились у здания Педагогического музея Первой гимназии (музей, где собирались работы гимназистов), где вынуждены были сдаться.
В городе началась охота на людей, потекли потоки крови… На улицах шла настоящая охота за офицерами, их безжалостно расстреливали, оставляя лежать на мостовых…
При занятии Киева частями УНР 1-й, 2-й, 3-й сердюкские пешие и артиллерийский полки находились в городе, а 4-й вместе с командиром дивизии генеральным хорунжим В. И. Клименко — в Дарнице на левом берегу реки Днепр.
Когда в 4-м сердюцком полку, стоявшем в Дарнице, узнали, что Киев в руках войск Директории, они объявили о переходе на её сторону и даже разоружили некоторые офицерские добровольческие дружины.
После непродолжительной «Украинской гражданской войны 16 ноября — 14 декабря 1918 года», 14 декабря гетман П. П. Скоропадский отдал приказ о демобилизации защитников Киева и отрёкся от власти. Правительство передало полномочия Городской Думе и Городской Управе, князь генерал-лейтенант А. Н. Долгоруков издал приказ о прекращении сопротивления.

## Последующая история
В декабре 1918 наличный состав сердюкских полков перешёл на службу Директории. Из личного состава 1-го, 2-го и 3-го Сердюкских полков был сформирован 3-й Сечевой полк, а из 4-го — 4-й Сечевой полк. Среди старшин этих полков были бывшие сердюкские старшины, командиром 3-го Сечевого полка назначен бывший помощник командира 3-го Сердюцкого полка войсковой старшина Савва Пищаленко, 4-го — полковник Лазарский.
В независимой Украине после 1991 года, эмблема Сердюкской дивизии продолжает использоваться в Отдельном президентском полке имени гетмана Богдана Хмельницкого.

## Подчинение
- Верховный Воевода Украинской Армии и Флота Павел Петрович Скоропадский

## Командование
- Клименко Виктор Иванович, командир дивизии, генеральный хорунжий, (на 22 июня 1918)
- Бартошевич Б. В., помощник командира дивизии, генеральный хорунжий, (на 21.11.1918).
- Гамченко Евгений Спиридонович, начальник штаба дивизии, генеральный хорунжий, (на 22 июня 1918)
- Осыпь, интендант дивизии, полковник, (на 22 июня 1918)

## Другие командиры
- Богаче, командир 1-го сердюкского пешего полка, полковник, (на 22 июня 1918)
- Верниковский, командир 2-го сердюкского пешего полка, полковник, (на 22 июня 1918)
- Бондарчук, командир 3-го сердюкского пешего полка, полковник, (на 22 июня 1918)
  - Янчевский Н. Н., командир 1-го куреня 3-го сердюкского пешего полка, полковник, (01.05-не позже 14.12.1918)
- Босенко, командир 4-го сердюкского пешего полка, полковник, (на 22 июня 1918)
- Емельянович-Павленко, командир Лубенского сердюкского конно-казачьего полка, полковник, (на 22 июня 1918)
- Отмарштайн Юрий, командир Лубенского сердюкского конно-казачьего полка, полковник
- Отмарштейн Борис, старший помощник командира 1-го Лубенского сердюкского конно-казачьего полка.
- Гринченко, командир артиллерийского полка, полковник (на 22 июня 1918)
- Афанасьев Г. П., командир артиллерийского полка, полковник, (октябрь — не позже 14 декабря 1918)
- Пустовойтенко, командир инженерной роты, войсковой старшина, (на 22 июня 1918)

## Состав
На 22 июня 1918:
- Управление
- 1-й сердюкский пеший полк
- 2-й сердюкский пеший полк
- 3-й сердюкский пеший полк
- 4-й сердюкский пеший полк
- Лубенский сердюкский конно-казацкий полк
- Сердюкский артиллерийский полк
- Сердюкская инженерная рота (сотня)

## В литературе
«Тальберг… рассказал, как на поезд, который вез деньги в провинцию и который он конвоировал, у Бородянки, в сорока верстах от города напали — неизвестно кто!
…
— Кто ж такие? Петлюра?
— Ну, если бы Петлюра, — … молвил Тальберг, — вряд ли я бы здесь беседовал, э… с вами. Не знаю, кто. Возможно, разложившиеся сердюки. Ворвались в вагоны, винтовками взмахивают, кричат: „чей конвой?“ Я ответил: „сердюки“, они потоптались, потоптались, потом слышу команду: „слазь, хлопцы“. И все исчезли.»
М. А. Булгаков «Белая гвардия»